# Muzillac
Muzillac é uma comuna francesa na região administrativa da Bretanha, no departamento Morbihan. Estende-se por uma área de 39,44 km². Em 2010 a comuna tinha 5 165 habitantes (densidade: 131 hab./km²).